# 陸徳明

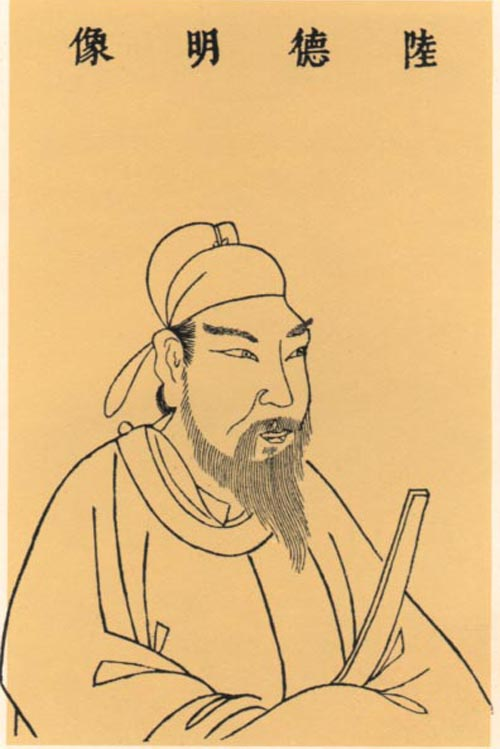
陸徳明

陸 徳明（りく とくめい、生年不詳 - 630年）は、中国の南北朝から唐にかけての儒学者。名は元朗。徳明は字であり、字をもって通称される。本貫は呉郡呉県。秦王府十八学士のひとりに挙げられた。

## 経歴
はじめ周弘正に学問を受けた。南朝陳の太建年間、陳叔宝が太子となると、名儒を集めて承光殿で講義をおこなったので、徳明もその講義を受けた。国子祭酒の徐孝克は、貴族であることを鼻にかけて講義で勝手な説を弁じており、生徒たちはおとなしく拝聴していたが、ひとり徳明だけが抗弁して、徐孝克の説を論破したので、一座の喝采を浴びた。のちに始興国左常侍や国子助教をつとめた。陳が滅ぶと、帰郷して引きこもった。
隋の煬帝のとき、秘書学士に抜擢された。大業年間、経典にくわしい士を召集したとき、徳明は魯達・孔褒らとともに門下省に集まって論争したが、徳明の説に右に出るものがなかった。国子助教に転じた。越王楊侗の下で司業となり、殿中に入って経典を講義した。王世充が帝号を僭称すると、その子の王玄恕の下で徳明は師となり、束脩の礼を受けることとなった。徳明はこのことを恥じて、薬を服用して病をよそおい、東壁の下に体を横たえた。王玄恕が拝礼しようとしても、徳明は口を利かず、この仮病のために成皋にうつされた。
王世充が唐に平定されると、徳明は秦王李世民に召されて文学館学士となり、中山王李承乾に経典を教え、太学博士に任ぜられた。のちに国子博士に転じ、呉県男に封ぜられた。まもなく亡くなった。
著書に『経典釈文』30巻、『老子疏』15巻、『易疏』20巻があった。
子の陸敦信は、龍朔年間に左侍極・同東西台三品に任ぜられ、嘉興県子に封ぜられた。

## 伝記資料
- 『旧唐書』巻189 列伝第139上 儒学上「陸徳明伝」
- 『新唐書』巻198 列伝第123 儒学上「陸徳明伝」